# Ощев
Ощев (укр. Ощів) — село в Гороховской городской общине Луцкого района Волынской области Украины.
До 2020 года входило в Гороховский район.

## Географическое местонахождение
Село Ощев расположено на территории Гороховского городского совета Луцкого района Волынской области на юго-востоке Волыни к востоку от города Горохов. Село находится на территории Волынской возвышенности на северных склонах реки Утятин — притоки Гнилой Липы. Берега реки осушены и используются под пастбища. В центрально-западной части села находится небольшое озеро Рудка.
Почвы в Ощеве преимущественно песчаные, супесчаные и подзолистые черноземы. На повышенных местах песчаных почв насажены хвойные леса, особенно на крутых склонах в направлении Звинячего и Яровки. Климат — умеренно-континентальный.
В 2 км от села проходит автодорога Н17, ранее — путь национального значения на территории Украины, Львов — Радехов — Луцк. В 2 км от села находится железнодорожный узел — станция Звиняче Львовской железной дороги. Расстояние до областного и районного центров — 47 км, до центра общины — 12 км.

## Первое упоминание и происхождение названия
Впервые Ощев упоминается в 1545 году, когда он принадлежал Ивану и Михаилу Ощевским:
«Ощев, село, Владимирский пов[ит], Скобелецкая вол[ость], 58 км от г. Владимира, к востоку от Горохова. В конце 19 в. было там 89 домов и 603 жителей, деревянная церковь с 17-18 вв., 2 мельницы. Упоминается село О[щев] в 1545 г., когда оно принадлежало к Ивану и Михаилу Ощевским. В 1570 г. Ощевские платят: Василий за 6 дым., 7 огород., 1 мельничного колеса и 1 коршмы; Тимка от 6 дым., 7 огород.; Михаил от 6 дым.; 6 огород и Никита из 6 дым. и 6 огород. В 1577 г., кроме Ощевских, платит из О[щева] пом[ищик] Станислав Защинский. В документах на почвах села О[щев] загадывается урочища: Волоховное и Туре поле (…). По переписи 1911 г. к большой земельной собственности в Ощеве и Перешковичах к помещице Сурменевой принадлежало 1,095 десятин».
В Географическом словаре королевства Польского Ощев упоминается так:
«Ощев, также Ощев, в документ. Вощев, деревня с церковью, пов[ит] Владимирский (давнее в пов[ити] Луцким), к северо-восточный от городка Горохова. В документах загадываются ещё урочища Волховное и Туре поле».

## Население
Согласно переписи УССР в 1989 году численность населения села составляла 526 человек, из которых 235 мужчин и 291 женщина.
По переписи населения Украины в 2001 году в селе проживало 474 человека.

## Развитие инфраструктуры и производственной сферы
В селе функционируют коммунальные учреждения и подразделения Гороховского городского совета — гимназия и клуб. Также действуют торговые заведения. До 2021 года жителей села обслуживал фельдшерско-акушерский пункт.
После реформирования коллективных хозяйств колхоз в селе реорганизуется в крестьянский союз, а позже — в частно-арендное сельскохозяйственное предприятие «Радуга» во главе с заслуженным работником сельского хозяйства Украины Михаилом Трачевским, которое просуществовало до 2013 года. С 2013 года значительную часть земель жителей села арендует ООО «Волынь-Новая». Действуют также другие общества, занимающиеся возделыванием земель сельскохозяйственного назначения.
За годы независимости в селе стали эффективно развиваться и работать единоличные крестьянские и фермерские хозяйства.

## Деятельность органов местного самоуправления
В 1993 году села Ощев и Терешковцы были отнесены до Терешковцовского сельского совета. Его главой стал Василий Карпунь, который проработал до выхода на пенсию в 1996 году. Также Терешковцовский сельский совет возглавляли Анна Притолюк (1996—2006) и Тамара Войтович (2006—2020). 4 декабря 2020 г. в связи с завершением реформы децентрализации в регионе решением Гороховского городского совета начат процесс реорганизации Терешковцовского сельского совета путем присоединения к Гороховскому городскому совету.
Решением Гороховского городского совета от 21 октября 2021 село Ощев отнесено к Терешковцивскому старостинскому округу. Старостой округа утвержден Василий Казун.

## Религиозная жизнь
В селе действует православная Свято-Крестовоздвиженская церковь, восстановленная в 1990 году.

## Личности
- Бабий, Анна Федоровна — педагог, общественный деятель, Заслуженный учитель Украинской ССР.